# Caroline Reichhardt
Caroline Reichhardt (født 4. oktober 1962) er datter af skuespillerne Poul Reichhardt og Charlotte Ernst. Hun har medvirket til produktion af indtil videre fire danske film.

## Filmografi
- Midt om natten (1984)
- Snøvsen  (1992)
- Snøvsen Ta'r Springet (1994)
- Der var engang en dreng (2006)